# Krijn (neanderthaler)
Krijn is de naam gegeven aan een schedelfragment van een Neanderthaler uit de Steentijd, vernoemd naar de vindplaats Krijn. Het kleine stuk (9,5 bij 6 cm) met karakteristieke dikke wenkbrauwboog werd begin 21e eeuw ontdekt en is vooralsnog het enige Neanderthalerfossiel uit de Noordzee. Het komt van de ('Middeldiepe') Zeelandbanken voor de Zeeuwse kust. 'Krijn' was een jongvolwassen man, toen hij tussen de 50.000 en 35.000 jaar geleden (Laat Pleistoceen) overleed.
Een schelpenzuiger zoog in 2001 het fossiel op voor de Zeeuwse kust. Het werd aan land gespoten bij een branderij in Yerseke. Het stuk kwam terecht in de rommelbak van amateurpaleontoloog Luc Anthonis. Mark Bosselaers (conservator van het Zeeuws Genootschap) ontdekte na enkele jaren dat het stuk niet zomaar 'een pleistoceen zoogdier' was, wat door Patrick Semal van het Koninklijk Belgisch Instituut voor Natuurwetenschappen werd bevestigd. Archeoloog Wil Roebroeks van het Max Planck Instituut in Leipzig, evolutionair-antropoloog Jean-Jaques Hublin en collega's voerden daarna een grondige analyse uit. In 2009 werd 'de eerste Neanderthaler in Nederland' gepubliceerd en gepresenteerd.
Het fossiel is het rechterdeel van het voorhoofdsbeen (Os frontale). De forse wenkbrauwboog is typisch voor Neanderthalers. De vorm van de schedel komt sterk overeen met die van La Chapelle aux Saints 1 en La Ferrassie. De niet geheel gesloten schedelnaden duiden op een jongvolwassen individu. Uit onderzoek bleek dat (groot) wild een belangrijk onderdeel van zijn dieet vormde, vrij typisch voor Neanderthalers. Een kleine holte (8 bij 5 bij 5 mm) achter de wenkbrauwboog wees op een epidermoid intradiploic cyste, een langzaam groeiende tumor. Het was mogelijk zichtbaar als gezwel op zijn hoofd en hij had er waarschijnlijk last van, maar hij zal er niet aan overleden zijn.
De fossielen van de Zeelandbanken voor de Zeeuwse kust dateren van verschillende perioden: een vroeg pleistocene fauna met bijvoorbeeld zuidelijke mammoet (Mammuthus meridionalis) en mastodont; en een grotere, laat-pleistocene groep fossielen met bijvoorbeeld de wolharige mammoet (Mammuthus primigenius). Het stuk van 'Krijn' sluit wat fossilisatiegraad betreft aan bij de jongste groep, die dateert tussen 90.000 en 35.000 jaar geleden. Aanvullend geologisch onderzoek van de afzettingen (van de wijde stroomvlakte van de Rijn-Maas) waarin het fragment werd gevonden, wees op een datering van 50.000 tot 30.000 jaar geleden. 'Krijn' zou dan geleefd hebben in een koud landschap, vóór de 'piek van de laatste ijstijd', aan de zuidelijke oever van een machtige rivier 'waarlangs grote kuddes herbivoren zich verplaatsten'.
In 2021 werd een reconstructie gemaakt van het gezicht van Krijn door de paleo-artiesten Alfons en Adrie Kennis.